# 迪安·卢金
迪安·卢金（英語：Dean Lukin，1960年5月26日—），澳大利亚男子举重运动员。他曾代表澳大利亚参加1984年夏季奥林匹克运动会举重比赛，获得男子110公斤以上级金牌。他也曾获得两枚英联邦运动会金牌。